# Crystal Lewis
Crystal Lynn Lewis nasceu em 1969, na cidade de Califórnia, Estados Unidos. Beyond the Charade (Além da Charada), é seu primeiro projeto como solista, que foi lançado em 1987. Lewis gravou dois álbuns mais e depois criou sua própria gravadora a Metro One Music, no ano de 1992. Depois de um tempo, Lewis trabalhou na Nickelodeon Television na série "Roundhouse"; depois de um ano ela abandona o show.

## Vida pessoal
Crystal cresceu cantando na igreja, participou de diversos musicais, e de uma banda. Atualmente, Lewis mora no nordeste de Montana com seu esposo Brian Ray, e possui dois filhos, com ele, Izzi Ray, a mais velha, também cantora, e seu filho Solomon Ray.

## Discografia

### Gravados em estúdio
| Ano  | Detalhes | Rankings | Rankings                   | Rankings | Vendas |
| Ano  | Detalhes | US       | Billboard Christian Albums | Heat.    | Vendas |
| ---- | --- | -------- | -------------------------- | -------- | --- |
| 1987 | Beyond the Charade - Data de Lançamento: 1987 - Gravadora: Frontline Records                                 | –        | 32                         | –        | - Vendas nos Estados Unidos: Sem informações - Vendas no mundo: Sem informações                           |
| 1989 | Joy - Data de Lançamento: 1989 - Gravadora: Frontline Records                                                | –        | 40                         | –        | - Vendas nos Estados Unidos: Sem informações - Vendas no mundo: Sem informações                           |
| 1990 | Let Love In - Data de Lançamento: 1990 - Gravadora: Frontline Records                                        | –        | 5                          | –        | - RIAA (US): Gold - Vendas nos Estados Unidos: 500 000+ - Vendas no mundo: 500 000+                       |
| 1992 | Remember - Data de Lançamento: 1992 - Gravadora: Metro 1 Music                                               | –        | 13                         | –        | - RIAA (US): N/A - CRIA (CAN): N/A - Vendas nos Estados Unidos: 200 000+ - Vendas no mundo: 200 000+      |
| 1993 | The Bride - Data de Lançamento: 1993 - Gravadora: Metro 1 Music                                              | –        | 17                         | –        | - RIAA (US): N/A - Vendas nos Estados Unidos: 200 000+ - Vendas no mundo: 200 000+                        |
| 1995 | Hymns: My Life - Data de Lançamento: janeiro de 1995 - Gravadora: Metro 1 Music                              | –        | 14                         | –        | - RIAA (US): N?A - Vendas nos Estados Unidos: 100 000+ - Vendas no mundo: 100 000+                        |
| 1996 | Beauty For Ashes - Data de Lançamento: outubro de 1996 - Gravadora: Metro 1 Music, Myrrh Records             | –        | 23                         | –        | - RIAA (US): N?A - Vendas nos Estados Unidos: 100 000+ - Vendas no mundo: 100 000+                        |
| 1998 | Gold - Data de Lançamento: dezembro de 1998 - Gravadora: Metro 1 Music, Myrrh Records                        | –        | 11                         | –        | - RIAA (US): N?A - Vendas nos Estados Unidos: 100 000+ - Vendas no mundo: 100 000+                        |
| 2000 | Fearless - Data de Lançamento: 16 de maio de 2000 - Gravadora: Metro 1 Music, GospoCentric, Interscope, Word | –        | 32                         | –        | - RIAA (US): N?A - Vendas nos Estados Unidos: 100 000+ - Vendas no mundo: 100 000+                        |
| 2002 | Holy, Holy, Holy - Data de Lançamento: junho de 2002 - Gravadora: Metro 1 Music                              | –        | 16                         | –        | - RIAA (US): N?A - Vendas nos Estados Unidos: 100 000+ - Vendas no mundo: 100 000+                        |
| 2005 | See - Data de Lançamento: 2005 - Gravadora: Metro 1 Music                                                    | –        | 34                         | –        | - RIAA (US): N?A - Vendas nos Estados Unidos: 100 000+ - Vendas no mundo: 100 000+                        |
| 2006 | Joyful Noise (Songs For Kids!) - Data de Lançamento: abril de 2006 - Gravadora: Metro 1 Music                | –        | 19                         | –        | - RIAA (US): N/A - Vendas nos Estados Unidos: 100 000+ - Vendas no mundo: 100 000+                        |
| 2011 | Plain and Simple - Data de Lançamento: 7 de junho de 2011 - Gravadora: Metro 1 Music                         | –        | –                          | –        | - RIAA (US): por anunciar - Vendas nos Estados Unidos: Sem informações - Vendas no mundo: Sem informações |
| 2015 | Crystal Lewis - Data de Lançamento: 11 de setembro de 2015 - Gravadora: Metro 1 Music                        |          |                            |          | - RIAA (US): por anunciar - Vendas nos Estados Unidos: Sem informações - Vendas no mundo: Sem informações |

### Ao vivo
| Ano  | Detalhes                                                                                | Rankings | Rankings                   | Rankings | Vendas                                                                                           |
| Ano  | Detalhes                                                                                | US       | Billboard Christian Albums | Heat.    | Vendas                                                                                           |
| ---- | --------------------------------------------------------------------------------------- | -------- | -------------------------- | -------- | ------------------------------------------------------------------------------------------------ |
| 1999 | Live at The Woodlands - Data de Lançamento: dezembro de 1999 - Gravadora: Metro 1 Music | –        | 41                         | –        | - RIAA (US): N/A - Vendas nos Estados Unidos: Sem informações - Vendas no mundo: Sem informações |
| 2002 | More Live - Data de Lançamento: março de 2002 - Gravadora: Metro 1 Music                | –        | 43                         | –        | - RIAA (US): N/A - Vendas nos Estados Unidos: Sem informações - Vendas no mundo: Sem informações |

### EPs
| Ano  | Detalhes                                                                         | Rankings | Rankings                   | Rankings | Vendas                                                        |
| Ano  | Detalhes                                                                         | US       | Billboard Christian Albums | Heat.    | Vendas                                                        |
| ---- | -------------------------------------------------------------------------------- | -------- | -------------------------- | -------- | ------------------------------------------------------------- |
| 2009 | Peace On Earth - Data de Lançamento: novembro de 2009 - Gravadora: Metro 1 Music | –        | –                          | –        | - RIAA (US): N/A - Vendas nos Estados Unidos: Sem informações |

### Especiais de Natal
| Ano  | Detalhes | Rankings | Rankings                   | Rankings | Vendas                                                        |
| Ano  | Detalhes | US       | Billboard Christian Albums | Heat.    | Vendas                                                        |
| ---- | --- | -------- | -------------------------- | -------- | ------------------------------------------------------------- |
| 2000 | Holiday! A Collection of Christmas Classics - Data de Lançamento: outubro de 2000 - Gravadora: Metro 1 Music | –        | 12                         | 14       | - RIAA (US): N/A - Vendas nos Estados Unidos: Sem informações |
| 2010 | Home for the Holidays - Data de Lançamento: outubro de 2010 - Gravadora: Metro 1 Music                       | –        | –                          | –        | - RIAA (US): N/A - Vendas nos Estados Unidos: Sem informações |

### Em Remix
| Ano  | Detalhes                                                                   | Rankings | Rankings                   | Rankings | Vendas                                                        |
| Ano  | Detalhes                                                                   | US       | Billboard Christian Albums | Heat.    | Vendas                                                        |
| ---- | -------------------------------------------------------------------------- | -------- | -------------------------- | -------- | ------------------------------------------------------------- |
| 1994 | The Remix Collection - Data de Lançamento: 1994 - Gravadora: Metro 1 Music | –        | –                          | –        | - RIAA (US): N/A - Vendas nos Estados Unidos: Sem informações |

### Em espanhol
| Ano  | Detalhes                                                                                              | Rankings | Rankings                   | Rankings | Vendas                                                                                               |
| Ano  | Detalhes                                                                                              | US       | Billboard Christian Albums | Heat.    | Vendas                                                                                               |
| ---- | --- | -------- | -------------------------- | -------- | --- |
| 1992 | Recuerda - Data de Lançamento: 1992 - Gravadora: Metro 1 Music                                        | –        | 13                         | –        | - RIAA (US): N/A - CRIA (CAN): N/A - Vendas nos Estados Unidos: 100 000+ - Vendas no mundo: 100 000+ |
| 1993 | La Esposa - Data de Lançamento: 1993 - Gravadora: Metro 1 Music                                       | –        | 17                         | –        | - RIAA (US): N/A - Vendas nos Estados Unidos: 200 000+ - Vendas no mundo: 200 000+                   |
| 1995 | Himnos De Mi Vida - Data de Lançamento: janeiro de 1995 - Gravadora: Metro 1 Music                    | –        | 14                         | –        | - RIAA (US): N?A - Vendas nos Estados Unidos: 100 000+ - Vendas no mundo: 100 000+                   |
| 1996 | La Belleza de la Cruz - Data de Lançamento: outubro de 1996 - Gravadora: Metro 1 Music, Myrrh Records | –        | 23                         | –        | - RIAA (US): N?A - Vendas nos Estados Unidos: 100 000+ - Vendas no mundo: 100 000+                   |
| 1998 | Oro - Data de Lançamento: dezembro de 1998 - Gravadora: Metro 1 Music, Myrrh Records                  | –        | 11                         | –        | - RIAA (US): N?A - Vendas nos Estados Unidos: 100 000+ - Vendas no mundo: 100 000+                   |
| 2000 | La Coleccion - Data de Lançamento: 16 de maio de 2000 - Gravadora: Metro 1 Music                      | –        | 32                         | –        | - RIAA (US): N/A - Vendas nos Estados Unidos: 100 000+ - Vendas no mundo: 100 000+                   |
| 2003 | Santo, Santo, Santo - Data de Lançamento: junho de 2003 - Gravadora: Metro 1 Music                    | –        | 16                         | –        | - RIAA (US): N?A - Vendas nos Estados Unidos: 100 000+ - Vendas no mundo: 100 000+                   |

### Com bandas
| Ano  | Detalhes                                                                           | Ranking | Ranking                    | Ranking | Vendas                                                        |
| Ano  | Detalhes                                                                           | US      | Billboard Christian Albums | Heat.   | Vendas                                                        |
| ---- | ---------------------------------------------------------------------------------- | ------- | -------------------------- | ------- | ------------------------------------------------------------- |
| 1986 | Wild Blue Yonder - Data de Lançamento: 1986 - Gravadora: Frontline Records         | –       | –                          | –       | - RIAA (US): N/A - Vendas nos Estados Unidos: Sem informações |
| 1999 | Attack Of The Screamin’ Rays - Data de Lançamento: 1999 - Gravadora: Metro 1 Music | –       | –                          | –       | - RIAA (US): N/A - Vendas nos Estados Unidos: Sem informações |

### Compilações
| Ano  | Detalhes                                                                       | Rankings | Rankings                   | Rankings | Vendas                                                                                           |
| Ano  | Detalhes                                                                       | US       | Billboard Christian Albums | Heat.    | Vendas                                                                                           |
| ---- | ------------------------------------------------------------------------------ | -------- | -------------------------- | -------- | ------------------------------------------------------------------------------------------------ |
| 1991 | Simply The Best - Data de Lançamento: 1991 - Gravadora: Frontline Records      | –        | 16                         | –        | - RIAA (US): N/A - Vendas nos Estados Unidos: Sem informações - Vendas no mundo: Sem informações |
| 1995 | Greatest Hits - Data de Lançamento: Janeiro de 1995 - Gravadora: Metro 1 Music | –        | –                          | –        | - RIAA (US): N/A - Vendas nos Estados Unidos: Sem informações - Vendas no mundo: Sem informações |
| 2001 | More - Data de Lançamento: Outubro de 2001 - Gravadora: Metro 1 Music          | –        | –                          | –        | - RIAA (US): N/A - Vendas nos Estados Unidos: Sem informações - Vendas no mundo: Sem informações |

### DVDs e Videos
| Ano  | Video                                                          | VHS/DVD |
| ---- | -------------------------------------------------------------- | ------- |
| 1985 | Hi-Tops                                                        | VHS     |
| 1995 | ''Crystal Lewis On Film                                        | VHS     |
| 1996 | Milk Break: A Metro One Sampler, hosted by T-Bone              | VHS     |
| 1997 | One Voice: featuring Bryan Duncan, Anointed, and Crystal Lewis | VHS     |
| 1998 | ''Un Retrato Intimo: A Solas Con Crystal Lewis                 | VHS     |
| 1998 | ''WOW 1999/Bio Videos                                          | VHS     |
| 2001 | More                                                           | DVD     |
| 2002 | More Live                                                      | DVD     |
| 2003 | Jesus Video "American Heroes Edition                           | DVD     |